# Goldin Finance 117
Goldin Finance 117 (čínsky: 中国117大厦) je mrakodrap v čínském městě Tchien-ťin, v nové centrální obchodní čtvrti Xiqing, jehož stavba byla pozastavena. Od centra města je vzdálený asi 8 km. Mrakodrap je vysoký a extrémně úzký, s poměrem šířky k výšce 1:9,5. Směrem k vrcholu se postupně zužuje. V přízemí má šířku 65 x 65 m (4 200 m2), na nejvyšším patře 46 x 46 m (2 100 m2) pří výšce 596,5 m.
Vizuálně nejnápadnějším konstrukčním prvkem jsou masivní sloupy stoupající po celé výšce budovy na každém ze čtyř rohů. Tyto sloupy spojují nosníky, přenosové vazníky a vzpěry, které jsou elegantně skryty za hliníkovou a stříbrnou reflexní obvodovou stěnou. Design budovy připomíná vycházkovou hůl. Má dlouhou štíhlou konstrukci, která je (bude) na vrcholu zakončená atriem ve tvaru diamantu. Stal se nepřehlédnutelnou dominantou města a nejvyšší nedokončenou budovou světa.

## Popis
Po střechu je budova vysoká 596,6 m, což by měla být zároveň architektonická výška budovy. K únoru 2021 je 5. nejvyšší budovou na světě a 3. nejvyšší budovou v Číně. Po dokončení by mrakodrap měl mít 128 nadzemních podlaží (11 technických, 117 obyvatelných) a k tomu 4 podzemní, a nabídne prostor o celkové výměře 847 000 m2 (342 000 m2 podlahové plochy v suterénu, 497 000 m2 podlahové plochy nad zemí). Na samém vrcholu by měl být zakončený prosklenou konstrukcí ve tvaru diamantu či křišťálu, v níž se bude nacházet veřejnosti přístupná observatoř (na úrovni 116. podlaží ve výšce asi 579 metrů nad zemí). Jakmile bude otevřena, stane se nejvýše položenou observatoří na světě. Od roku 2017 je držitelem tohoto prvenství mrakodrap Ping An International Finance Centre, jenž disponuje vyhlídkovou terasu ve výšce 562,2 metrů nad zemí. Na 115. podlaží by se měl vyskytovat krytý bazén ve výšce 564 metrů nad zemí, čímž by se stal nejvýše umístěným na Zemi.
Mrakodrap navrhla hongkongská architektonická společnost P&T Group, která se zhostila několika dalších známých staveb v Hongkongu, Šanghaji a v jihovýchodní Asii. Vlastníkem budovy je developerská společnost Goldin Properties Holding Ltd. Z názvu mrakodrapu je patrné, že bude nabízet zejména kancelářské prostory (ty budou zřejmě zabírat 7. až 92. podlaží). Sky lobby (přechodové mezipodlaží, skrze které lidé mohou přecházet z expresního výtahu na místní výtah, který zastavuje v každém patře budovy od tohoto podlaží výše) by se mělo nacházet na úrovni 32., 63. a 94 podlaží. Kromě kanceláří a observatoře by se v budově měl nacházet také hotel, který bude pravděpodobně zabírat 94. až 115. podlaží.
Stavba začala v roce 2008 a hotová měla být v roce 2014. Namísto toho byla dvakrát pozastavena a od prosince roku 2019 stále není mrakodrap dokončený a ani nikým obsazený. Hlavní dodavatel projektu společnost China State Construction Engineering (CSCEC), podílející se např. na mrakodrapech Shanghai Tower, CITIC Tower nebo Ping An International Finance Centre, stavbu přerušila.

## Počátky a výstavba
- V polovině roku 2007 byl zakoupen pozemek společností Goldin Properties Holdings Ltd (údajně za velmi nízkou cenu)[2]
- 12. prosince 2007 se konal slavnostní ceremoniál projektu Goldin Finance 117[2]
- 10. září 2008 byla zahájena stavba mrakodrapu[2]
- 30. července 2012 byl zhotoven suterén budovy[2]
- v říjnu 2012 se stává hlavním dodavatelem společnost China State Construction Engineering (CSCEC)[2]
- 25. července 2013 konstrukce mrakodrapu dosáhla výšky 100 metrů a do konce roku 2013 vyrostla o dalších 100 metrů[2]
- 4. července 2014 dosáhla výšky 337 metrů, čímž budova překonala do té doby nejvyšší mrakodrap v Tchien-ťinu Tianjin World Financial Center[2]
- v září 2014 svou výškou 417 metrů překonala Tiencinskou televizní věž (415 metrů), do té doby nejvyšší stavba v severní Číně[2]
- 19. ledna 2015 bylo zhotoveno betonové jádro budovy do úrovně 101. podlaží, přičemž dosáhla konstrukční výšky 503 metrů (stala se třetí budovou v Číně, která se tyčí do výše přes 500 metrů)[2]
- v květnu 2015, v kontextu hospodářské recese v Hong Kongu, Goldin Properties Holdings utrpěla ztrátu přes 10 milionů dolarů
- od září 2015 do roku 2018 (téměř 3 roky) byla stavba pozastavena[2]
- v roce 2018, Pan Sutong, jeden z ředitelů Goldin Properties, zpronevěřil 9 miliard RMB (více než miliardu dolarů), což zkomplikovalo financování stavby této budovy
- 10. května 2019 dosáhla pravděpodobně konečné konstrukční výšky 596,6 metrů[2] (k únoru 2021 5. nejvyšší budova na světě)
- Od roku 2019 je stavba opět pozastavena[2]